# José Luis Jerez
José Luis Jerez Cerna (* 26. Juni 1978 in Santiago) ist ein ehemaliger chilenischer Fußballspieler. Der linke Mittelfeldspieler bestritt ein Länderspiel für die Nationalmannschaft und wurde auf Vereinsebene vier Mal chilenischer Meister.

## Karriere

### Verein
José Luis Jerez debütierte 1996 bei Unión Española, nachdem er bereits in der Jugend des Vereins gespielt hatte. 1998, nach dem Abstieg von Unión Española, wurde der linke Mittelfeldspieler an Ligakonkurrent Ñublense ausgeliehen. Nach seiner Rückkehr zum Klub spanischer Einwanderer gelang 1999 der Wiederaufstieg in die Primera División als Meister der Primera B. In der Apertura 2005 wurde Jerez mit Unión Española chilenischer Meister. 2006 wechselte er zum CSD Colo-Colo und wurde in den zwei Folgejahren drei weitere Male chilenischer Meister. Mitte 2007 bekam der Mittelfeldspieler ein Angebot aus Europa und unterschrieb beim griechischen Verein Ethnikos Piräus, wo er auf Anhieb Stammspieler war. Im Juli 2008 verpflichtete der frisch in die Super League aufgestiegene FC Panserraikos den Chilenen, doch nach nur sieben Einsätzen kehrte Jerez wieder nach Piräus zurück. Im Januar 2010 wechselte der Mittelfeldspieler zurück in sein Heimatland zum CD Cobreloa. Seine Profikarriere beendete Jerez 2012 bei Deportes La Serena und spielte danach im Amateurbereich noch weiter.

### Nationalmannschaft
In der Nationalmannschaft bestritt Jerez im August 2003 beim Freundschaftsspiel gegen die China sein einziges A-Länderspiel, als er in der 79. Spielminute für Rodrigo Millar eingewechselt wurde.

### Erfolge
Unión Española
- Chilenischer Zweitliga-Meister: 1999
- Chilenischer Meister: 2005-A

Colo-Colo
- Chilenischer Meister: 2006-A, 2006-C, 2007-A